# María Margarita Egaña Fernández
María Margarita Egaña Fernández (La Habana, 14 de diciembre de 1921-San Juan, 17 de agosto de 1975) fue una arquitecta cubana que prosperó en la década de 1950. Su obra se caracteriza por la fusión de los estilos arquitectónicos cubanos tradicionales con la modernidad y su funcionalidad. Diseñó viviendas unifamiliares para clientes de clase media y alta. Fue pionera de la Arquitectura moderna en Cuba y perteneció a la primera generación de mujeres que pudieron ejercer libremente su oficio.
También participó en la redacción de la Ley de Adopciones de 1949 en Chile, contribuyendo al desarrollo de un marco jurídico moderno para la protección de menores. Fuente: Biblioteca del Congreso Nacional de Chile.

## Primeros años de vida
María Margarita Egaña Fernández nació el 14 de diciembre de 1921 en La Habana, Cuba. Ingresó en 1940 en la escuela de arquitectura de la Universidad de La Habana y se licenció en 1947.Durante sus años de universidad conoció a su socio de arquitectura, Javier Francisco Ravelo Meneses, con quien contrajo matrimonio en La Habana el 7 de febrero de 1948. El matrimonio se trasladó a Santiago de Cuba y se inscribió en la Asociación de Arquitectos de Oriente (AAE), donde Margarita recibió la licencia número 32 y su esposo la número 31.

## Carrera
El edificio donde se encontraba el Estudio Egaña-Ravelo, fue diseñado por ella. A pesar de laborar en sociedad con Francisco Ravelo, Margarita mantuvo su independencia y su estilo propio. Sirvió como delegada a la Asamblea Nacional de Cuba entre 1953 y 1956 y expresó abiertamente sus opiniones políticas durante el que fue su período más productivo como arquitecta.
Trabajó en viviendas unifamiliares para clientes de clase media y alta y en su obra se manifestó el estilo tradicional cubano de Santiago que adaptó a las limitaciones climáticas en conjunto con la funcionalidad moderna. Su obra se caracterizó por viviendas de techos planos sobre hileras de ventanas de vidrio que corrían horizontalmente y empleaban materiales naturales para dar un toque de suavidad frente a la rigidez industrial de la modernidad y permitir la entrada de luz y aire. Como sociedad conjunta, Egaña y Ravelo construyeron cerca de setenta viviendas ubicadas en el centro de la ciudad o en barrios de Santa Bárbara o Raja Yoga, con una predominancia en la zona oriental de la ciudad. Con la planificación urbana de diversas comunidades como Ampliación de Terrazas, Fomento, Terrazas de Vista Alegre y Vista Alegre, se expandió Santiago hacia el este, donde se encontraba la mayor cantidad de sus obras.
Las áreas suburbanas del este se diseñaron sobre un patrón cuadriculado, no así la ciudad tradicional, y su planificación se planteó para el aprovechamiento de los sistemas de agua de San Juan, así como la conexión de esta área con el pueblo de El Caney. Una serie de parcelas individuales con espacios verdes compartidos que las rodeaban, piscinas comunitarias, parques infantiles y barreras visuales al tráfico en las principales avenidas fueron las primeras manifestaciones del Movimiento moderno, por lo que los edificios emplearon nueva tecnología y variedad de estilos, sin perder la construcción típica de una estructura con vigas invertidas y empotradas y cubiertas planas inclinadas de concreto armado con pendientes ligeras en niveles escalonados. Su estilo fue formal, sin embargo funcional, e integraba tecnología con efectos visuales.
En 1961, acompañada de sus hijas abandonó Cuba para migrar a Puerto Rico, donde se establecieron en Río Piedras, donde se les unió Ravelo dos años después, en 1963. Después de ser recibir un diagnóstico de cáncer, comenzó a recibir tratamiento en 1968.

## Muerte y legado
Falleció el 17 de agosto de 1975 en el Hospital Doctor de Santurce, San Juan, Puerto Rico después de una prolongada lucha contra el cáncer. Fue enterrada en el Cementerio Memorial Borinquen en Caguas el 18 de agosto, un día después. Margarita Egaña Fernández fue una de las arquitectas modernistas pioneras de Cuba y formó parte de una de las primeras generaciones de mujeres arquitectas a las que se les permitió participar por completo en la arquitectura.

## Proyectos galardonados
- Número 102 Aguilera, esquina del Camino Siboney en el barrio Terrazas
- Calle Anacaona número 119, esquina con Taíno en el barrio Terrazas
- Número 207 Calle 11, entre las calles Marcané y Bravo Correoso en el barrio de Santa Bárbara
- Calle 4 número 209, del barrio Vista Alegre
- Número 307 Calle M, entr calle C y calle 5ta en el barrio Ampliación de Terrazas
- Calle I número 318, entre Avenida de las Américas y calle 6 del barrio Sueño
- Calle I número 322, entre Avenida de las Américas y calle 6 del barrio Sueño
- Número 357 Calle M, entre calle 7 y calle 9 del barrio Ampliación de Terrazas
- Calle 17 número 358, entre Raja Yoga y A en el barrio de Raja Yoga [4]